# Тайваньская синица
Тайваньская синица (лат. Machlolophus holsti) — вид птиц семейства синицевых. Подвидов не выделяют. Эндемик Тайваня.

## Описание
Тайваньская синица достигает длины 12,5–13 см. У взрослых самцов лоб, макушка, длинный стоячий гребень и бока затылка чёрного цвета с голубоватым отливом. Белое пятно на затылке простирается вверх до кончиков самых длинных перьев на гребне. Верхняя часть тела чёрная, с голубовато-зелёным отливом. Хвост чёрный, с широкой синей бахромой (от радужной до ярко-бледно-голубой), все перья с узкими белыми кончиками, наружные опахала самых длинных перьев белые. Верхняя часть крыльев чёрного цвета; большие кроющие перья серые или серовато-голубые, с узким кончиком белого цвета; третьестепенные маховые перья с широкой бахромой переливчато-голубого цвета и с широким кончиком белого цвета, второстепенные и первостепенные маховые перья с радужно-голубой каймой; узкие белые кончики на второстепенных перьях. Уздечка, щёки, кроющие перья ушей и шея, боковые стороны груди и брюхо тёмно-жёлтые, перед глазом небольшое черноватое пятнышко. Нижняя часть груди и бока более бледные или сероватые, подхвостье тускло-чёрное, нижние кроющие перья хвоста желтовато-белые; подмышечные впадины и нижние кроющие перья крыльев беловатые. Радужная оболочка коричневого или тёмно-красновато-коричневого цвета. Клюв чёрный; ноги от грифельно-серого до синевато-серого цвета. Взрослые самки похожи на самцов, но лоб до гребня угольно-чёрный, с голубоватым отливом. Бока макушки и верхняя часть тела до надхвостья тускло-оливково-зелёные; голубая кайма на хвосте более тусклая или серая, средние и большие верхние кроющие крыла голубовато-серые, с ярко-бледно-серыми кончиками; края маховых перьев немного тусклее или серее, нет чёрного цвета на подхвостье. У молодых особей лоб до макушки и гребень голубовато-серые, кончики гребня беловатые, верхняя часть тела более тускло-голубая с оливково-зелёным отливом, лицо бледно-кремово-жёлтое, нижняя часть тела белая или иногда желтоватая.

## Вокализация
Позывки включают в себя: si-si-si или более протяжные, похожие на звуки насекомых «tzee-tzee-tzee», часто в сочетании с другими звуками, например, «si-si-si dza-dza-dza» или «tsi-tsu-tsi, tsu-dza-dza-dza» и вариации, включая «tsut, tsut» и тонкое жужжащее «dzi-dzi-dzi». Крик тревоги — протяжное, ворчливое «dz-za-za-za». Песня представляет собой (по-видимому, только в сезон размножения), серию из трёх или четырёх звонких нот, например, часто повторяющееся «tu-wich-chi, tu-wich-chi, tu-wich-chi…» или «pipi-chu, pipi-chu, pipi-chu», или чуть более резкое и жужжащее «chich-chich-ziu, chich-chich-zu, chich-chich-zu». У самок песня, как правило, менее музыкальная, чем у самцов.

## Места обитания
Тайваньская синица гнездится в первичных широколиственных лесах умеренного пояса, иногда в смешанных и вторичных лесах; обычно на высоте 1000—2500 м над уровнем моря. Вне сезона размножения чаще встречается на опушках леса, а иногда и на окраинах населенных пунктов; замечена на высоте до 700 м над уровнем моря.

## Биология
Тайваньская синица охотится обычно поодиночке или парами, иногда присоединяется к смешанным стаям кормящихся птиц. Добывает пищу в верхних ярусах и кронах деревьев, а также на верхушках кустарников в нижнем подлеске. Питается в основном мелкими беспозвоночными и личинками, а также фруктами. Птенцов, по-видимому, кормит в основном гусеницами.
Биология размножения исследована недостаточно. Размножается, по крайней мере, в апреле. Гнездо сооружается в основном из сухих листьев, бамбука, лишайников, мха и перьев; размещается на высоте до 7 м над землей в дупле или углублении в стволе дерева. В последующие годы гнездо, по-видимому, используется повторно, с добавлением нового материала. В кладке 3—4 яйца. Другой информации нет.